# Isop
Isop (Hyssopus officinalis) är en flerårig växt som vanligen odlas för sina blå, vita eller rosa blommor. Växten har även använts som medicinalväxt, och blommor och blad kan användas som krydda. Isop kommer ursprungligen från medelhavsområdet.
Den blir upp till en halv meter hög. Stjälken är styv och mycket förgrenad. Bladen är smala och lansettlika. Isop drar till sig bin och fjärilar. Växten har inga höga krav på växtplats, men trivs bäst där det är soligt och varmt. Den klarar torrperioder bra. 
Förr trodde man att isop skyddade mot olyckor. Växten har även använts för att bota olika krämpor, såsom halsont och dålig matlust. Dessutom kryddade man ibland brännvin med isop. 
Det var med en knippa isop israeliterna enligt Andra Moseboken strök påskalammets blod på sina dörrposter inför uttåget ur Egypten. Växten omnämns också vid flera andra tillfällen i samband med reningsoffer i Gamla testamentet.